# 하버드 클래식 전집
하버드 클래식 전집 ( Harvard Classics ) 은 하버드 대학교 전 총장이었던 찰스 엘리엇이 편집한 세계 고전 문학전집으로 총 50권으로 이루어졌다.
최초 25 권은 1909년에 출판되었고 나머지 25권은 1910년에 출판되었다.

## 내용

### 1-10 권

#### 1권
- 벤저민 프랭클린 자서전 (벤저민 프랭클린)
- 존 울먼의 저널 (존 울먼)
- 고독의 열매 (윌리엄 펜)

#### 2권
- 소크라테스의 변론, 크리톤, 파이돈 ( 플라톤 )
- 어록 ( 에픽테토스 )

#### 3권
- 수상록 ( 프랜시스 베이컨 ), 새로운 아틀란티스 (베이컨)
- 아레오파지티카, 교육론 ( 존 밀턴 )
- 의사의 종교 ( 토머스 브라운 (작가) )

#### 4권
- 영어로 쓰인 시 전집 ( 존 밀턴 )

#### 5권
- 에세이 와 영어 특성 ( 랠프 월도 에머슨 )

#### 6권
- 시와 노래들 ( 로버트 번스 )

#### 7권
- 고백록 (아우구스티누스)
- 그리스도를 본받아 ( 토마스 아 켐피스 )

#### 8권
- 아가멤논, 제주를 바치는 여인들 ( The libation bearers ), 자비로운 여신들 ( The furies ) ( 아이스킬로스 )
- 오이디푸스왕, 안티고네 (소포클레스) ( 소포클레스 )
- 히폴리토스 (비극), 박코스 여신도들 ( 에우리피데스 )
- 개구리 (희극) ( 아리스토파네스 )

#### 9권
- 우정론, 노년에 대하여, 서신들 ( 마르쿠스 툴리우스 키케로 )
- 서신 ( 가이우스 플리니우스 카이킬리우스 세쿤두스 )

#### 10권
- 국부론 ( 애덤 스미스 )

### 11-20권

#### 11권
- 종의 기원 ( 찰스 다윈 )

#### 12권
- 플루타르코스 영웅전 ( 플루타르코스 )

#### 13권
- 아이네이스 ( 베르길리우스 )

#### 14권
- 돈 키호테 ( 미겔 데 세르반테스 )

#### 15권
- 천로역정 ( 존 번연 )
- 돈과 허버트의 삶 ( 이삭 월튼 )

#### 16권
- 천일야화 ( 에드워드 윌리엄 레인 번역, 스테리 레닌풀 각색 )

#### 17권
- 이솝 우화
- 그림 동화 ( 그림 형제 )
- 이야기들 ( 한스 크리스티안 안데르센 )

#### 18권
- 지상의 사랑 ( All for Love ) ( 존 드라이든 )
- 스캔들 학교 ( The School for Scandal ) ( 리처드 브린슬리 셰리든 )
- 그녀는 정복하기 위해 굴복한다 ( She Stoops to Conquer ) ( 올리버 골드스미스 )
- The Cenci ( 퍼시 비시 셸리 )
- The Blot in the 'Scutcheon' ( 로버트 브라우닝 )
- 맨프레드 ( 바이런 경 )

#### 19권
- 파우스트 (괴테), 에그몬트, 헤르만과 도로테아 ( 요한 볼프강 폰 괴테 )
- 파우스트 박사 ( 크리스토퍼 말로 )

#### 20권
- 신곡 ( 단테 알리기에리 )

### 21-30권

#### 21권
- 약혼자들(I promessi sposi) ( 알레산드로 만초니 )

#### 22권
- 오디세이아 ( 호메로스 )

#### 23권
- Two years Before the Mast ( 리처드 헨리 다나 주니어 )

#### 24권
- 프랑스 혁명에 관한 성찰 ( 에드먼드 버크 )

#### 25권
- 자유론 ( 존 스튜어트 밀 )
- 인격론 ,에딘버그에서의 취임사, 월터 스콧 경 ( 토머스 칼라일 )

#### 26권
- 인생은 꿈 ( 페드로 칼데론 데 라 바르카 )
- Polyeucte ( 피에르 코르네유 )
- 타르튀프 ( 몰리에르 )
- 미나 폰 바른헬름 ( 고트홀트 에프라임 레싱 )
- 빌헬름 텔 (희곡)( 프리드리히 실러 )

#### 27권
- 시의 변호 ( 필립 시드니 )
- 셰익스피어에 관하여 ( 벤 존슨 (문학가) )
- 베이컨에 관하여 ( 벤 존슨 (문학가) )
- 농업에 관하여 ( 아브라함 콜리 )
- 미르자의 비젼 ( 조지프 애디슨 )
- 웨스트민스터 애비 ( 조지프 애디슨 )
- 스펙테이터 ( 리처드 스틸 )
- 대화에 관한 에세이 ( 조너선 스위프트 )
- A Treatise on Good Manners and Good Breeding ( 조너선 스위프트 )
- A Letter of Advice to a Young Poet ( 조너선 스위프트 )
- On the Death of Esther Johnson [Stella] ( 조너선 스위프트 )
- The Shortest-Way with the Dissenters ( 대니얼 디포 )
- The Education of Women ( 대니얼 디포 )
- The life of Addison ( 새뮤얼 존슨 )
- Of the Standard of Taste ( 데이비드 흄 )
- Fallacies of Anti-Reformers ( 시드니 스미스 )
- 시와 예술에 관하여 ( 새뮤얼 테일러 콜리지 )O
- Of Persons One Would Wish to Have Seen by William Hazlitt
- Deaths of Little Children by Leigh Hunt
- On the Realities of Imagination by Leigh Hunt
- On the Tragedies of Shakspere by Charles Lamb
- Levana and Our Ladies of Sorrow by Thomas De Quincey
- A Defence of Poetry by Percy Bysshe Shelley
- Machiavelli by Thomas Babington Macaulay